# Birgitta Bengtsson
Birgitta Bengtsson (Mölnlycke, 16 de maio de 1965) é uma velejadora sueca.

## Carreira
Birgitta Bengtsson representou seu país nos Jogos Olímpicos de 1988, no  qual conquistou uma medalha de prata na classe  470.